# Ekiti

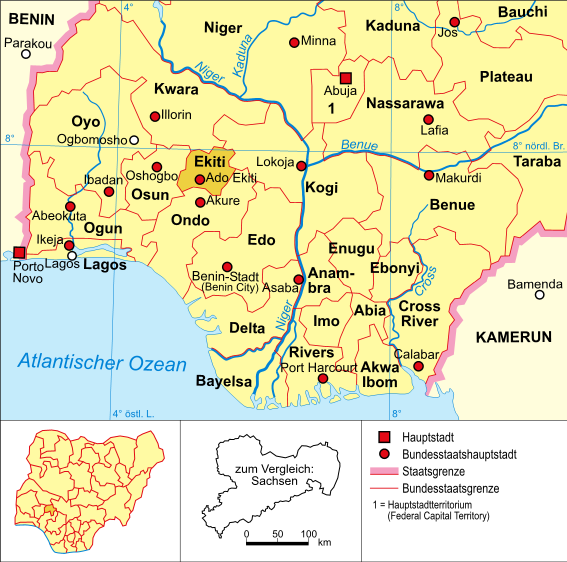
Lage von Ekiti in Nigeria

Ekiti ist ein Bundesstaat des westafrikanischen Landes Nigeria mit der Hauptstadt Ado Ekiti. Die größte Stadt des Bundesstaates ist Efon Alaaye mit 279.339 Einwohnern (2005).

## Geografie
Der Bundesstaat liegt im Südwesten des Landes und grenzt im Norden an den Bundesstaat Kwara, im Süden an den Bundesstaat Ondo, im Westen an den Bundesstaat Osun und im Osten an den Bundesstaat Kogi.

## Geschichte
Der Bundesstaat wurde am 1. Oktober 1996 aus einem Teil des Bundesstaates Ondo gebildet. Erster Administrator war zwischen dem 7. Oktober 1996 und August 1998 Mohammed Bawa. Gegenwärtiger Gouverneur ist seit dem 16. Oktober 2018 erneut Kayode Fayemi.

## Liste der Gouverneure und Administratoren
- Mohammed Bawa (Administrator 1996–1998)
- M. Atanda Yussuf (Administrator 1998–1999)
- Niyi Adebayo (Gouverneur 1999–2003)
- Ayo Fayose (Gouverneur 2003–2006)
- Tunji Olurin (Administrator 2006–2007)
- Tope Ademiluyi (Gouverneur 2007)
- Olusegun Oni (Gouverneur 2007–2010)
- Kayode Fayemi (Gouverneur 2010–2014)
- Ayo Fayose (Gouverneur 2014–2018)
- Kayode Fayemi (Gouverneur 2018–)

## Verwaltung
Der Staat gliedert sich in 16 Local Government Areas. Diese sind: Ado-Ekiti, Efon, Ekiti East, Ekiti South-West, Ekiti West, Emure, Gbonyin, Ido-Osi, Ijero, Ikere, Ikole, Ilejemeje, Irepodun-Ifelodun, Ise-Orun, Moba und Oye.

## Wirtschaft
Der Hauptwirtschaftszweig ist die Landwirtschaft. Die klimatischen und ökologischen Bedingungen erlauben den Anbau von Getreide, Kakao, Kokosnüssen, Kautschuk, Zitronen, Kolanüsse, Bananen, Mais, Reis, Bohnen, Yams und Maniok. Die Erzeugung von Bauholz spielt in der Forstwirtschaft eine wichtige Rolle.
Ekiti ist mit einer Vielzahl von Bodenschätzen ausgestattet. Dazu gehören: Kaolin, Lehm, Kassiterit (Zinnerz), Columbit, Bauxit und Granit.